# لغات ملايو-بولينيزية

خارطة انتشار اللغات الملايو بولينيزية

لغات ملايو بولينيزية وهي مجموعة من اللغات الأسترونيزية ويتكلمها حوالي 385 مليون شخص ويستقرون في جنوب شرق آسيا و في المحيط الهادئ وبشكل أقل في آسيا و في مدغشقر، وهي خليط من اللغات السنسكريتية والعربية وألتي تأثرت بالديانات الهندوسية والبوذية وثم الإسلام.